# Linden (Arizona)
Linden es un lugar designado por el censo ubicado en el condado de Navajo, Arizona, Estados Unidos. Según el censo de 2020, tiene una población de 2760 habitantes.
En los Estados Unidos, un lugar designado por el censo (traducción literal de la frase en inglés census-designated place, CDP) es una concentración de población identificada por la Oficina del Censo de los Estados Unidos exclusivamente para fines estadísticos.
La zona abarca básicamente un conjunto de estancias y subdivisiones rurales. Dado que los servicios son muy limitados, el área es en la práctica dependiente de la ciudad de Show Low.

## Geografía
Está ubicado en las coordenadas 34°16′10″N 110°8′11″O / 34.26944, -110.13639 (34.269579, -110.136392). Según la Oficina del Censo de los Estados Unidos, tiene una superficie total de 78.23 km², de la cual 78.22 km² corresponden a tierra firme y 0.01 km² son agua.

## Demografía
Según el censo de 2020, hay 2760 personas residiendo en la zona. La densidad de población es de 35.29 hab./km². El 88.22% de los habitantes son blancos, el 0.65% son afroamericanos, el 1.12% son amerindios, el 0.76% son asiáticos, el 2.17% son de otras razas y el 7.07% son de una mezcla de razas. Del total de la población, el 7.17% son hispanos o latinos de cualquier raza.